# Penny Simmonds

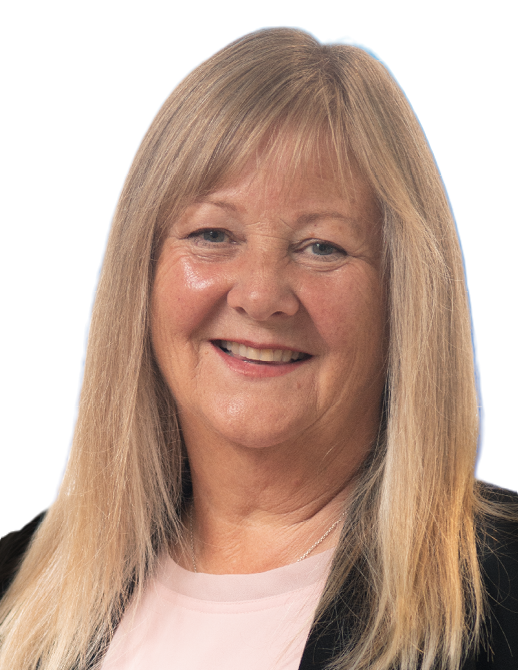
Penny Simmonds (2023)

Penelope Elsie „Penny“ Simmonds, CNZM (* 1959 im Southland District) ist eine neuseeländische Politikerin der New Zealand National Party.

## Leben
Simmonds wurde 1959 im Southland District geboren und wuchs auf einer Farm in Riversdale im nördlichen Teil der Region Southland auf. Ihr Vater war nach seinem Militärdienst im Zweiten Weltkrieg Schafscherer und hatte die Chance später selbst eine Farm zu erwerben. Ihre Mutter war Musiklehrerin und Leiterin eines lokalen Chors, zwei Tätigkeiten, die sie später für die Familie aufgeben musste.
Nach ihrer Schulzeit an der Te Tipua School in Te Tipua, besuchte sie die Gore High School in Gore und schloss ihr nachfolgendes Studium an der University of Otago mit einem Bachelor of Science ab.

## Berufliche Karriere
Simmonds begann ihre berufliche Laufbahn beim seinerzeit noch Southland County Council genannten Southland District Council. Anschließend wechselte sie zum Polytech, einem Bildungsinstitut in Gore. Nachdem sie dort Beauftragte für Planung und Projekte geworden war, leitete sie zwischen 1991 und 1994 deren Campus.
Im Jahr 1997 wurde Simmonds zur Geschäftsführerin des Southern Institute of Technology gewählt, ein Amt, das sie bis 2020 innehatte. Außerdem ließ sie sich in den Beirat von Venture Southland wählen, wurde Mitglied des Beirats der Aktionäre der neu gegründeten Wirtschaftsentwicklungsagentur für Southland und von 2012 bis 2019 Treuhänderin des Community Trust South. Von 2018 bis 2019 war sie noch als Vorsitzende und Direktorin des Southern Lakes English College tätig.
Im sportlichen Bereich nahm sie 2007 das Amt der Vorsitzenden von Hockey Southland an und wurde für zwei Jahre Präsidentin von New Zealand Hockey Federation. Außerdem war sie Direktorin des Southland Museum and Art Gallery und ehemaliges Vorstandsmitglied des Southland District Health Board sowie des Southland Disabilities Services.

## Politische Karriere
Als sich Simmonds entschied für die National Party in den Wahlkampf zu ziehen und aktiv für sich für ein Direktmandat für das Neuseeländische Parlament zu werben, kamen zwei Faktoren zusammen: Ihre Frustration darüber, dass unter der Regierung von Chris Hipkins von der New Zealand Labour Party 16 Fachhochschulen des Landes, darunter auch die, für die sie als Geschäftsführerin arbeitete, fusionieren sollten, und, dass die Abgeordnete Sarah Dowie im Februar 2020 ankündigte nicht mehr für das Parlament kandidieren zu wollen und so die Position einer Kandidatin für den Wahlkreis Invercargill ihrer Partei vakant wurde.
Sie gab an, zuvor keine politischen Ambitionen gehabt zu haben, aber sie war sich als Neuling in der Politik aber auch sicher, mit ihrer Erfahrung das Richtige als Politikerin entscheiden zu können.
Simmonds trat für den Wahlkreis Invercargill an und gewann ihn auf Anhieb knapp mit 44,66 % gegenüber 44,10 % für ihre Gegenkandidatin von der Labour Party, Liz Craig.
| Wahljahr | Direktkandidat | Stimmen | Partei         | Stimmen |
| -------- | -------------- | ------- | -------------- | ------- |
| 2020     | Penny Simmonds | 44,66 % | Labour Party   | 47,73 % |
| 2023     | Penny Simmonds | 55,62 % | National Party | 42,49 % |

2023 verlor Labour ihre Regierungsmehrheit und mit dem guten Abschneiden der National Party, konnte Christopher Luxon mit seiner Partei über eine Drei-Parteien-Koalition eine Regierung bilden, deren Teil Simmonds mit drei Ministerämtern wurde (siehe nachfolgend).

### Ministerämter in der Regierung Luxon
Mit der Regierungsbildung vom 27. November 2023 übernahm Simmonds folgende Ministerämter:
| Minister                                                 | vom               | bis            |
| -------------------------------------------------------- | ----------------- | -------------- |
| Minister for Disability Issues                           | 27. November 2023 | 24. April 2024 |
| Minister for the Environment                             | 27. November 2023 | aktuell        |
| Minister for Tertiary Education and Skills               | 27. November 2023 | aktuell        |
| Associate Minister for Social Development and Employment | 27. November 2023 | aktuell        |

Quelle: Department of the Prime Minister and Cabinet
Simmonds muss mit Wirkung vom 24. April 2024 die Aufgaben des Minister for Disability Issues abgeben. Sie war wegen Änderungen bei der Finanzierung von Behinderten negativ in die Schlagzeilen geraten. Sie wurde für ihre Arbeit von der Opposition heftig kritisiert und entschuldigte sich öffentlich für die nach ihrer Aussage verpfuschte Entscheidung.

## Familie
Simmonds ist verheiratet, hat drei erwachsene Töchter und vier Enkelkinder.

## Ehrungen
- 2016 – Companion (Mitglied) des New Zealand Order of Merit (CNZM), für ihre Verdienste um Bildung, Sport und Gemeinschaft, am 12. April 2016 empfangen[11]
- 2000 – Woolf Fisher Fellowship[12]